# Thực phẩm toàn phần

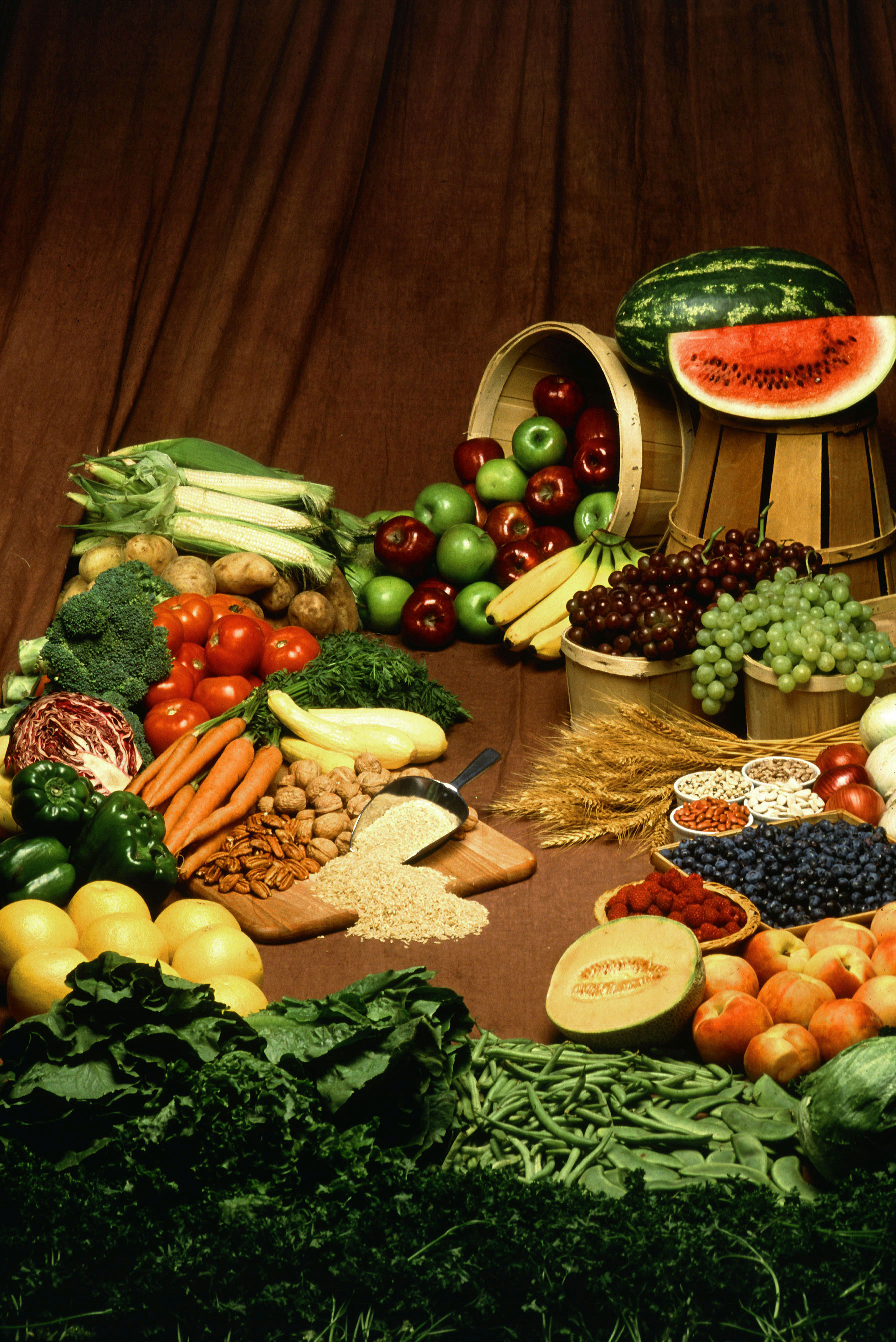
Thực phẩm toàn phần, chưa chế biến.

Thực phẩm toàn phần là thực phẩm thực vật chưa qua chế biến và chưa tinh chế, hoặc chế biến và tinh chế càng ít càng tốt, trước khi được tiêu thụ. Ví dụ về thực phẩm toàn phần bao gồm ngũ cốc nguyên hạt, củ, các loại đậu, trái cây, rau quả.
Có một số nhầm lẫn về việc sử dụng thuật ngữ xung quanh việc gộp một số loại thực phẩm nào đó, đặc biệt là thực phẩm động vật. Cách sử dụng hiện đại của thuật ngữ chế độ ăn toàn thực phẩm hiện nay đồng nghĩa "chế độ ăn toàn thực phẩm từ thực vật" với các sản phẩm động vật, dầu và muối không còn dưới dạng thực phẩm toàn phần.
Việc sử dụng sớm nhất thuật ngữ này trong thời kỳ hậu công nghiệp dường như là vào năm 1946 trong The Farmer, một tạp chí hàng quý được xuất bản và biên tập từ trang trại của  F. Newman Turner, một nhà văn và nhà nông nghiệp hữu cơ tiên phong. Tạp chí đã tài trợ cho việc thành lập Producer Consumer Whole Food Society Ltd, với Newman Turner là chủ tịch và Derek Randal làm phó chủ tịch.
Thực phẩm toàn phần được định nghĩa như sau "cây trồng sinh trưởng từ cánh đồng, vườn cây ăn trái hoặc khu vườn không thuốc trừ sâu, phụ gia hoay kích thích tăng trưởng từ hạt giống không có bón hóa học, trong đất màu mỡ được xử lý chỉ bằng chất thải của động vật và thực vật, và phân bón từ đó, và đất, đá thô và không có phân hóa học, thuốc xịt, hoặc thuốc khử trùng" mà có ý định kết nối các nhà cung cấp having intent to connect suppliers andnhu cầu ngày càng tăng đối với thực phẩm giống như vậy. Các chế độ như vậy chứa nhiều thực phẩm toàn phần và chưa tinh chế, như ngũ cốc nguyên hạt, rau xanh đậm và các loại rau quả trái cây có lớp thịt quả vàng/cam, các loạt đậu, quả hạch và hạt.